# Hersheypark Stadium

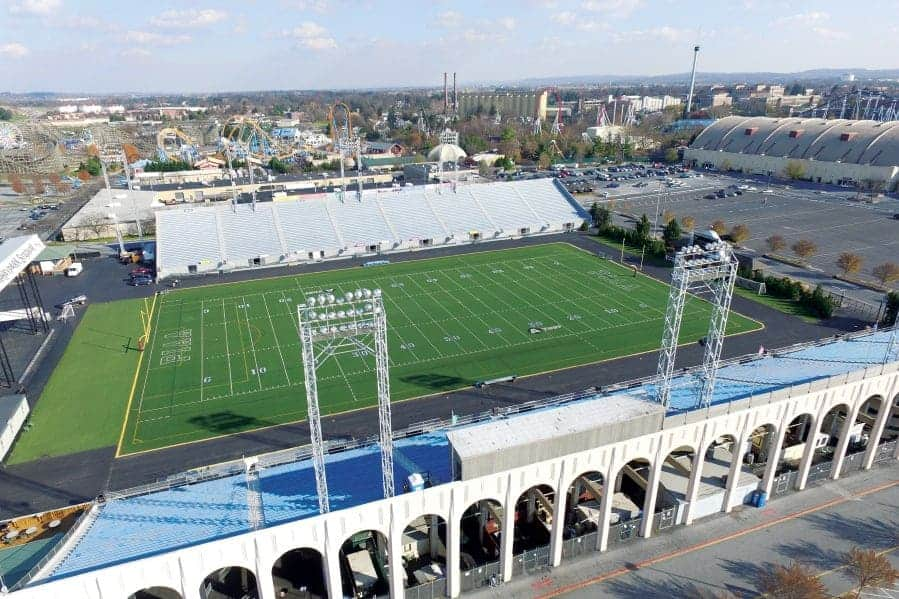
Foto aérea do estádio

Hersheypark Stadium é uma arena multi-uso localizado em Hershey, Pensilvânia, EUA. O Gerente Geral é Kevin Stumpf.
É usada como uma instalação esportiva, sala de concertos e local para várias outras funções de grande porte (incluindo um aniversário para o ex-presidente americano Dwight D. Eisenhower). Além disso, organizou a campanha presidencial de 2004 para o ex-presidente George W. Bush.
Também organiza a Cavalgada de Bandas e Torneio de Bandas Atlantic Coast Championship, a cada novembro.
O estádio sediou a qualificação da CONCACAF (futebol) para os Jogos Olímpicos de Sydney 2000.   Nesta ocasião, Estados Unidos e Honduras qualificaram-se ao vencer suas partidas semifinais.